# Life Is Beautiful (Flow)
Life Is Beautiful è un brano musicale del gruppo musicale giapponese Flow, pubblicato come loro quinto singolo il 3 novembre 2004, ed incluso nell'album Golden Coast. Il singolo ha raggiunto la quarta posizione della classifica Oricon dei singoli più venduti in Giappone, vendendo 179 391 copie.

## Tracce
CD Singolo KSCL-862
1. Life is beautiful
2. Fiesta
3. VISION

## Classifiche
| Classifica (2004) | Posizione più alta |
| ----------------- | ------------------ |
| Giappone (Oricon) | 4                  |